# Corhiza pannosa
Corhiza pannosa är en nässeldjursart som beskrevs av Wilfrid Arthur Millard 1962. Corhiza pannosa ingår i släktet Corhiza och familjen Halopterididae. Inga underarter finns listade i Catalogue of Life.